# Димитраки Хаджитошев
Димитър (Димитраки) Ценов Хаджитошев е възрожденски обществен и политически деец. Наричан е „Некоронованият княз на Северозападна България“.

## Биография
Димитраки Хаджитошев е роден през 1780 година във Враца. Произхожда от видния род на Хаджитошеви. Баща му хаджи Тошо Ценов е едър търговец и общественик. Димитраки получава високо за времето си образование в родния си град и в чужбина. Включва се в бащината търговия, като бързо напредва. Развива търговски връзки с български търговци и фирми в Румъния, Сърбия, Австрия, Италия и Русия.
В началото на ХІХ век е най-авторитетният търговец и обществен деец на Враца и на голяма част от Северозападна България. Участва активно в общинските дела и в управлението на града. Избран за епитроп на Врачанската епископия и ктитор на най-големите български манастири: Рилския, Хилендарския, Зографския и на няколко черкви. Полага особени грижи за развитието на стопанския живот на града и областта. Особени заслуги има за подпомагането на просветното и здравеопазното дело.
Има голяма заслуга за откриването на първото светско училище във Враца през 1822 година.
Повлияни от делото Софроний Врачански и начело с Димитраки Хаджитошев, откриват перспективата и за политическо освобождение, чрез водените по това време руско-турски войни. По време на Руско-турската война (1828-1829) се свързва с руското командване отвъд Дунав. Съдейства за преминаването на руските части в Българско. Осигурява разузнавателни сведения за разположението на турските войски и др. Подготвя българското население за подпомагане на Руските войски. В навечерието на Руско-турската война (1828 – 1829) г. той строи в чифлика си край село Кунино кула с бойници, а в Радотина – видня за производство на метал и оръжейна. През 1827 година султанът издава ферман за неговото обесване.
По това време Враца се издига като важен административен, търговски и просветен център. Тук през 1824 година започва борбата на българския народ против гръцките владици в българските епархии за самостоятелна църква и Димитраки Хаджитошев е лидер на врачанската българска партия, която се противопоставя на епископ Методий Врачански и митрополит Иларион Търновски и иска появата на български владика в града. Това довежда до арестуването му и убийството му на 24 април 1827 година, което е организирано под влиянието на гръцките владици.
В народното творчество се срещат песни и предания, които възпяват неговия героизъм като един от първите водачи на черковно-националното движение на българите. Започнатото от него дело се увенчава с успех след няколко десетилетия, когато е създадена Българската екзархия.

## Изследвания
- Маринов, Д., Димитраки Хаджитошев, Българска сбирка, т. I, 1894, с. 432 – 447.
- Семеен архив Хажитошеви, т. I, С., 1984.